# Байрон Курт Ліхтенберг
 Байрон Курт Ліхтенберг  (англ. Byron Kurt Lichtenberg; нар. 19 лютого 1948) — американський астронавт. Здійснив два космічні польоти: як фахівець з корисного навантаження (став першим таким фахівцем), на шатлі «Колумбія» — STS-9 (1983) і як спеціаліст із корисного навантаження на шатлі «Атлантіс» — STS-45 (1992).

## Народження та освіта

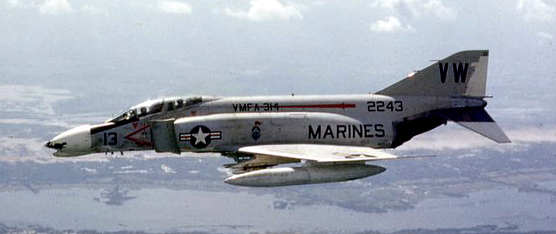
F-4 в польоті.

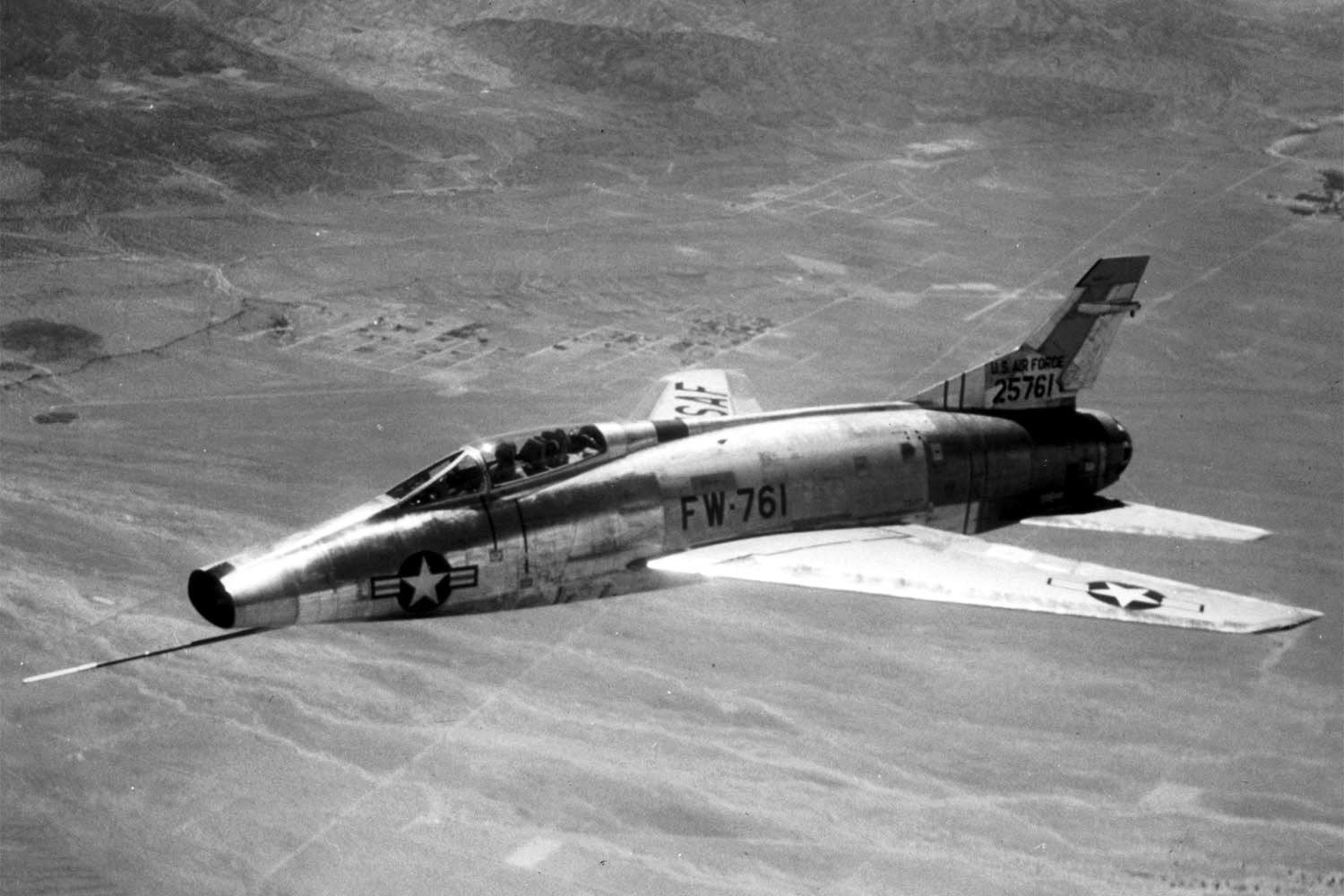
F -100 в польоті.

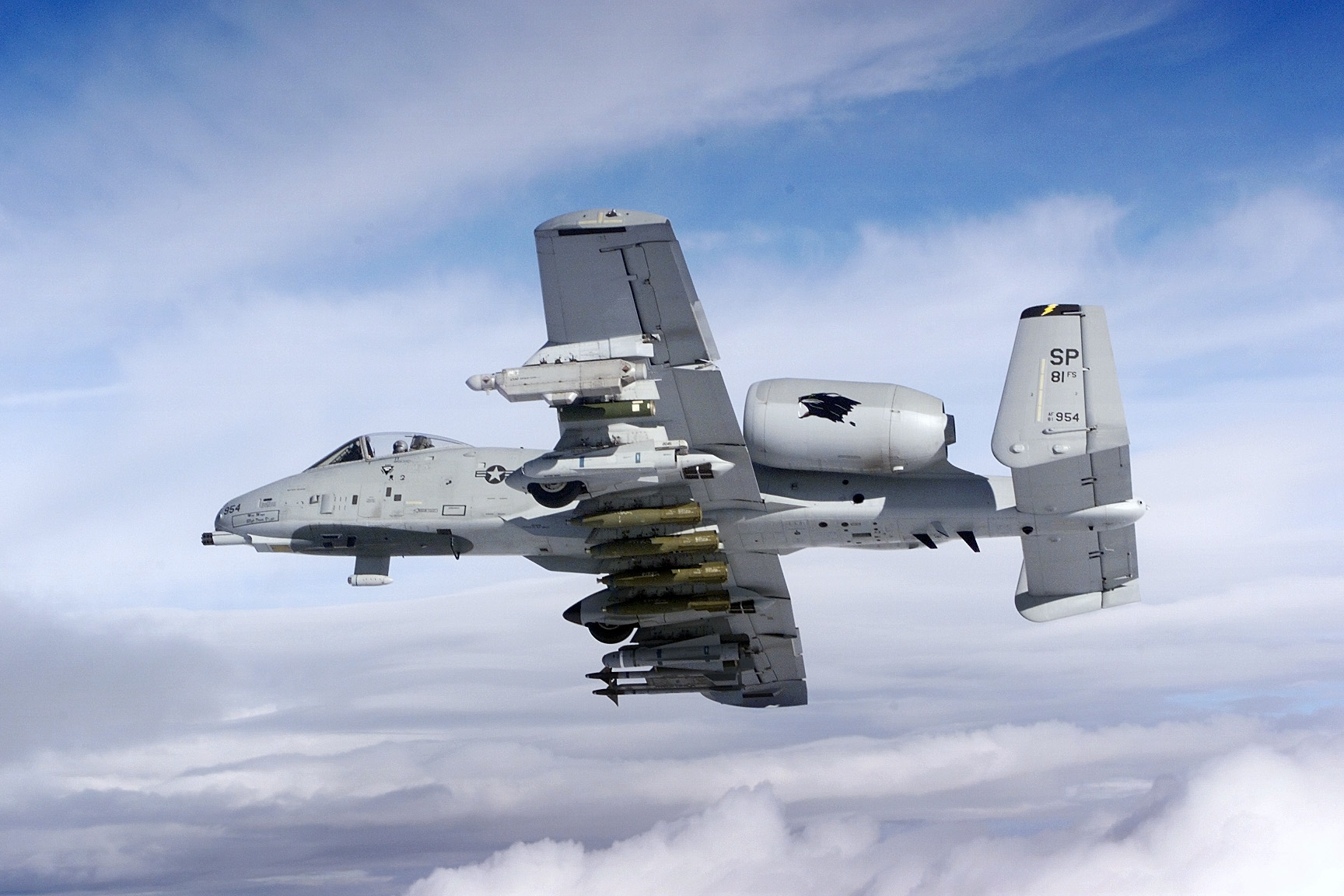
A-10 в польоті.

Народився 19 лютого 1948 в місті Страудсберг, штат Пенсільванія, де в 1965 році закінчив середню школу. У 1969 році отримав ступінь бакалавр (аерокосмічна техніка) в Браунівському університеті. У 1975 році отримав ступінь магістр а (машинобудування) в Массачусетському технологічному інституті. У 1979 році там же отримав ступінь доктора наук (біомедична техніка). Присвоєно звання Почесного доктора наук у Вестмінстерському коледжі (Пенсильванія )..

## Військова кар'єра
Льотчик- винищувач ВПС США з 23-річним стажем. Під час в'єтнамської війни виконав 238 бойових вильотів на літаках F-4 , F-100 і A-10.
.

## Космічна підготовка
З 1978 по 1984 рік працював в Массачусетському технологічному інституті, брав участь у розробці експериментів для космічної лабораторії «Спейслеб» під час польотів за програмами «Спейслеб-1», «Спейслеб D-1», SLS-1 і SLS-2. Один з основних постановників експерименту щодо визначення ступеня розумового навантаження на оператора під час космічного польоту (виконаний під час польоту за програмою «IML — 1»). Брав участь у 8 — м наборі астронавтів НАСА (перший шаттловском) в 1978 році, став одним з 208 фіналістів, пройшов співбесіду у складі десятої групи в листопаді 1977 року, але в загін включений не був. 18 травня 1978 був відібраний як один із двох американських фахівців з корисного навантаження для польоту шаттла з лабораторією «Спейслеб-1», таким чином став першим «фахівцем з корисного навантаження». Приступив до підготовки до польоту в рамках «набору Spacelab — 1». Одночасно з підготовкою брав участь у 9-му наборі астронавтів НАСА в 1980 році, став одним з 121 фіналістів, пройшов співбесіду у складі першої групи в лютому 1980 року, але знову в загін включений не був. У вересні 1982 року призначений основним фахівцем з корисного навантаження на політ шаттла STS–9 з лабораторією «Спейслеб -1».

## Космічні польоти
- Перший політ — STS-9[4], шаттл «Колумбія». З 28 листопада по 8 грудня 1983 року як фахівець з корисного навантаження шаттла — лабораторії «Спейслеб-1». Провів численні експерименти по біології , матеріалознавства, спостереженню Землі, астрономії і фізики Сонця, дослідженню верхніх шарів атмосфери та фізики плазми. Тривалість польоту склала 10 діб 7:00 48 хвилин[5] . У травні 1984 року отримав призначення в екіпаж для польоту за програмою «Спейслеб EOM — 1/2», який був намічений на 1986 рік, але скасований через катастрофи шаттла «Челленджер» (STS-51-L). 29 вересня 1989 цей же екіпаж, у повному складі, був призначений для виконання польоту за програмою атмосферної лабораторії «ATLAS-1» (англ. Atmospheric Laboratory for Applications and Science).
- Другий політ — STS-45[6], шаттл «Атлантіс». з 24 березня по 2 квітня 1992 як спеціаліста з корисного навантаження шаттла — атмосферної лабораторії «ATLAS-1». Тривалість польоту склала 8 діб 22 години 10 хвилин[7].

Загальна тривалість польотів у космос — 19 днів 5:00 59 хвилин.

## Після польотів
Заснував компанію «Payload Systems, Inc.», До завдань якої входить створення обладнання для проведення експериментів на шаттлах і МКС . На початку 1990-х років був одним з перших підприємців, які використовували комерційні можливості станції «Мир», замовивши проведення експерименту з вирощування кристалів протеїну. З 1995 року працював пілотом в авіакомпанії «Southwest Airlines», потім командиром екіпаж а. У 2002 році був президентом корпорації «Zero Gravity Corporation», створеної для проведення параболічних польотів для широкої публіки.
Є членом ради директорів компанії «Space Adventures».

## Нагороди
Нагороджений : Хрест льотних заслуг, двічі — медаль « За космічний політ» (1983 і 1992) і багато інших, в тому числі за участь у бойових вильоти в В'єтнам і.

## Сім'я
Дружина (перша) — Лі Ломбарте. Діти: Крістін Ніколь (нар. 12.08.1973) і Кімберлі Енн (нар. 01.10.1976).
Дружина (друга) — Гей Кинт. У другому шлюбі у нього троє дітей, удочерили двох китайських дівчаток.